# Magnus Darvell
Magnus Darvell, né le 6 juin 1982 à Falun, est un coureur cycliste suédois, spécialiste du VTT.

## Palmarès sur route

### Par années
- 2000
  -  Champion de Suède de relais par équipes (avec Daniel Söderström et Marcus Ljungqvist)

### Classements mondiaux
| Année                                 | 2014 |
| ------------------------------------- | ---- |
| UCI Europe Tour                       | 880e |
|                                       |      |
| Légende : nc = non classéSource : UCI |      |

## Palmarès en VTT
- 2007
  -  Champion de Suède de cross-country marathon
  - 2e du championnat de Suède de cross-country
  - 2e du championnat de Suède de relais par équipes
- 2010
  -  Champion de Suède de cross-country

## Palmarès en cyclo-cross
- 2011-2012
  -  Champion de Suède de cyclo-cross
- 2012-2013
  -  Champion de Suède de cyclo-cross